# Eleutherodactylus fuscus
Eleutherodactylus fuscus је водоземац из реда жаба (Anura).

## Угроженост
Ова врста је крајње угрожена и у великој опасности од изумирања.

## Распрострањење
Ареал врсте је ограничен на једну државу. 
Јамајка је једино познато природно станиште врсте.

## Станиште
Станишта врсте су шуме и бамбусове шуме.